# Іст-Молін (Іллінойс)
Іст-Молін (англ. East Moline) — місто (англ. city) в США, в окрузі Рок-Айленд штату Іллінойс. Населення — 21 374 особи (2020).

## Географія
Іст-Молін розташований за координатами 41°31′11″ пн. ш. 90°23′16″ зх. д. / 41.51972° пн. ш. 90.38778° зх. д. (41.519787, -90.387769).  За даними Бюро перепису населення США в 2010 році місто мало площу 38,22 км², уся площа — суходіл.

## Демографія
Згідно з переписом 2010 року, у місті мешкали 21 302 особи в 8530 домогосподарствах у складі 5195 родин. Густота населення становила 557 осіб/км².  Було 9058 помешкань (237/км²).
Расовий склад населення:
| - 72,9 % — білих - 12,8 % — чорних або афроамериканців - 2,0 % — азіатів - 0,3 % — корінних американців - 0,1 % — вихідців з тихоокеанських островів - 8,6 % — осіб інших рас |

До двох чи більше рас належало 3,3 %. Частка іспаномовних становила 19,0 % від усіх жителів.
За віковим діапазоном населення розподілялося таким чином: 22,1 % — особи молодші 18 років, 60,7 % — особи у віці 18—64 років, 17,2 % — особи у віці 65 років та старші. Медіана віку мешканця становила 39,1 року. На 100 осіб жіночої статі у місті припадало 103,6 чоловіків;  на 100 жінок у віці від 18 років та старших — 102,2 чоловіків також старших 18 років.
Середній дохід на одне домашнє господарство  становив 55 496 доларів США (медіана — 43 459), а середній дохід на одну сім'ю — 65 397 доларів (медіана — 53 943). Медіана доходів становила 42 376 доларів для чоловіків та 28 723 долари для жінок. За межею бідності перебувало 19,0 % осіб, у тому числі 28,5 % дітей у віці до 18 років та 13,2 % осіб у віці 65 років та старших.
Цивільне працевлаштоване населення становило 8725 осіб. Основні галузі зайнятості: виробництво — 23,8 %, освіта, охорона здоров'я та соціальна допомога — 22,1 %, роздрібна торгівля — 13,3 %, мистецтво, розваги та відпочинок — 8,1 %.